# Opal Butterfly
Opal Butterfly va ser una banda de música anglesa de Londres. La banda estava formada per Simon King (bateria) (nascut en 1950, en Oxford, Oxfordshire, Anglaterra) i, per curt temps, Lemmy, qui es trobaria de nou a Hawkwind. Altres membres foren Robert C. "Robbie" Milne (guitarra principal) (nascut en 1947), Allan Love (veu principal) (nascut en 1947), Richard Bardey (baixista) (nascut en 1947) i Tommy Doherty (guitarra rítmica) (nascut en 1947).
Apareixen en la pel·lícula "Groupie Girl" (1970) de Derek Ford com "Sweaty Betty".
Lemmy no va contribuir en cap enregistrament de la.

## Discografia
- ???? - "I Had Too Much to Dream (Last Night)" (Mantz, Tucker) / "Wind up Toys" (demostració)
- 1968 - Beautiful Beige/Speak Up (senzill CBS)
- 1968 - Mary Anne with the Shaky Hand (Townshend)/My Gration Or? (senzill)
- 1969 - Groupie Girl/The Gigging Song (senzill Polydor)
- ???? - Groupie Girl (disc de banda sonora, inclou dues pistes senzills) Polydor 2383 031